# Synthèse de Stollé
La synthèse de Stollé est une série de réactions chimiques permettant de produire des oxindoles à partir d'une arylamine (en général l'aniline) et d'un chlorure d'α-halogénoacyle,,,. Elle tient son nom du chimiste allemand Robert Stollé (1869-1938) qui l'a mise au point.
La première étape consiste en un couplage entre l'amine et le chlorure d'acyle pour former un arylamide α-halogéné. Celui-ci se cyclise ensuite dans une réaction avec le trichlorure d'aluminium, une variante intramoléculaire de la réaction de Friedel-Crafts,. Une procédure améliorée a été mise au point,.
Si à la place du chlorure d'acyle halogéné on utile le chlorure d'oxalyle, on obtient alors une isatine au lieu de l'oxindole.